# ペリー・アンダーソン
ペリー・アンダーソン（英語: Perry Anderson、1938年 - ）は、イギリス出身の歴史学者、思想家。カリフォルニア大学ロサンゼルス校歴史学部教授。西欧マルクス主義を代表する思想家として知られる。

## 経歴
1938年、ロンドン生まれ。父の仕事の関係で、幼少期を中国で過ごした。イートン・カレッジとオックスフォード大学ウースター・カレッジ(Worcester College)で学び、卒業した。在学中の1956年に発生したハンガリー動乱に衝撃を受け、ソ連型の社会主義とは異なる社会主義思想を探求するようになる。1962年、雑誌『ニュー・レフト・レビュー』の創刊に携わり、その後20年間にわたって編集員を務めた。
1980年代、ニューヨークの社会研究のための新学校(NSSR：The New School for Social Research,ニュースクール大学の前身)の教授となった。2000年に雑誌『ニュー・レフト・レビュー』編集長に復帰して約3年間つとめ、退任後は同誌編集委員を務めている。また、カリフォルニア大学ロサンゼルス校歴史社会学部教授(Distinguished Professor)として教鞭をとっている。

## 家族・親族
- 父：ジェームズ・アンダーソン(James Carew O'Gorman Anderson)(1893～1946年)はアイルランド系イギリス人で、中華民国の中国海関総税務司(税関総局)の役人であった。
- 母：ベロニカ・アンダーソン(Veronica Beatrice Mary Bigham)。
- 兄：ベネディクト・アンダーソンは東南アジア研究およびナショナリズム研究で知られる社会学者。コーネル大学教授。

## 著書

### 単著
- Passages from Antiquity to Feudalism, (NLB, 1974).

青山吉信・尚樹啓太郎・高橋秀訳『古代から封建へ』（刀水書房, 1984年）
- Lineages of the Absolutist State, (Humanities Press, 1974).
- Considerations on Western Marxism, (Verso, 1976).

中野実訳『西欧マルクス主義』（新評論, 1979年）
- Arguments within English Marxism, (Verso, 1980).
- In the Tracks of Historical Materialism, (Verso, 1983).
- A Zone of Engagement, (Verso, 1992).
- English Questions, (Verso, 1992).
- The Origins of Postmodernity, (Verso, 1998).

角田史幸・浅見政江・田中人訳『ポストモダニティの起源』（こぶし書房, 2002年）
- Spectrum, (Verso, 2005).

### 共編著
- Towards Socialism, co-edited with Robin Blackburn, (Cornell University Press, 1966).

佐藤昇訳『ニュー・レフトの思想――先進国革命の道』（河出書房新社, 1968年）
- Mapping the West European Left, co-edited with Patrick Camiller, (Verso, 1994).
- The Question of Europe, co-edited with Peter Gowan, (Verso, 1997).